# ایستگاه متروی رایسلیپ
ایستگاه متروی رایسلیپ (انگلیسی: Ruislip tube station) یکی از ایستگاه‌های خط متروپولیتن و خط پیکدیلی متروی لندن است.
این ایستگاه که در منطقه هیلینگدون لندن قرار دارد در سال ۱۹۰۴ میلادی تأسیس شده است.

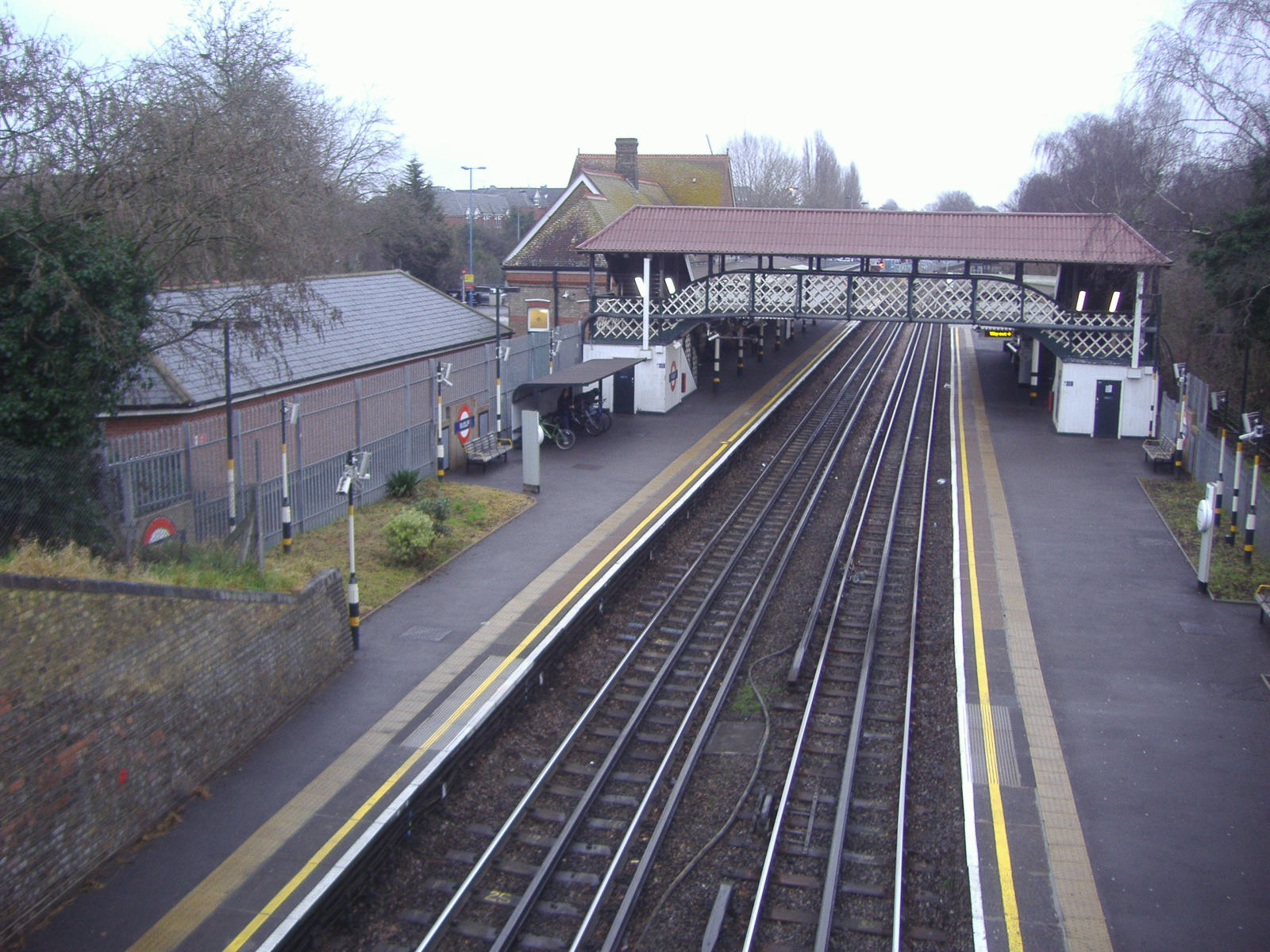
نمایی از سکوها